# Commission scolaire Pierre-Neveu
 (septembre 2020).
Pour les raisons suivantes :
- Les commissions scolaires québécoises étaient une forme de gouvernement local composé de commissaires élus et disposant de pouvoirs de taxation. Leur admissibilité dans Wikipédia est bien établie.
- Par contre, les centres de service scolaires sont plutôt des centres administratifs relevant du ministère de l'Éducation. Leur mode de gestion et leurs pouvoirs sont différents de ceux des commissions scolaires. Leur admissibilité selon les critères de Wikipédia n'a pas encore été démontrée.
- Vu leur nature différente, les éventuels articles sur les centres de services scolaires devraient être distincts de ceux des commissions scolaires, et non des renommages de ceux-ci.
- Les contributeurs sont invités à discuter de ce sujet sur Discussion Projet:Québec.

La commission scolaire Pierre-Neveu est l'ancienne commission scolaire francophone de la MRC d'Antoine-Labelle, au Québec, Canada. Les bureaux administratives se trouvent à Mont-Laurier, qui est le chef-lieu de la MRC. L'abbé Pierre Neveu (1884–1979) est prêtre québécois.

## Établissements
Le centre de services scolaire, qui succéde à la commission scolaire à partir du 15 juin 2020, a divisé le territoire en cinq districts.

### District du Rapide
1 213 élèves
- École Polyvalente Saint-Joseph :
  - Saint-Joseph : 788
  - Le Pavillon : 425

### District de la Lièvre Sud
559 élèves
- École Jean-XXIII :
  - Jean-XXIII, Mont-Laurier : 194
  - Du Sacré-Cœur, Mont-Laurier : 110
- École du Val-des-Lacs :
  - De Saint-Jean-l’Évangéliste, Saint-Jean-sur-le-Lac : 110
  - De Saint-Joachim, Val-Limoges, 50
- École de la Lièvre-Sud :
  - De Notre-Dame, Notre-Dame-de-Pontmain : 63
  - De l’Amitié, Notre-Dame-du-Laus : 32

### District de la Lièvre Nord
551 élèves
- École de la Madone et de la Carrière :
  - De la Madone, Mont-Laurier : 145
  - De la Carrière, Mont-Laurier : 197
- École de Ferme-Neuve et des Rivières :
  - Du Sacré-Cœur, Ferme-Neuve : 79
  - De Notre-Dame-du-Saint-Sacrement, Ferme-Neuve : 74
  - Du Sacré-Cœur, Mont-Saint-Michel : 26
  - De Sainte-Anne, Sainte-Anne-du-Lac : 30

### District de la Kiamika
569 élèves
- École Saint-Eugène, Mont-Laurier : 312
- École aux Quatre Vents :
  - De Saint-François, Lac-des-Écorces : 51
  - Notre-Dame, Lac-des-Écorces : 79
  - Henri-Bourassa, Chute-Saint-Philippe : 32
  - De Saint-Gérard, Kiamika : 48
  - De Saint-Joseph, Val-Barrette : 47

### District de la Rouge
538 élèves
- École du Méandre, Rivière-Rouge : 377
- École des Trois Sentiers :
  - Du Saint-Rosaire, Nominingue : 86
  - Du Christ-Roi, Rivière-Rouge (secteur Sainte-Véronique) :

47
- - De l’Aventure, L’Ascension : 28

## Écoles secondaires
La commission scolaire compte seulement une école secondaire complète centralisée, située à Mont-Laurier desservant tous les étudiants. L'école offre la formation envers un diplôme d'enseignement secondaire et la formation professionnelle.
Une deuxième école secondaire partielle se situe dans le secteur l'Annonciation de la ville de Rivière-Rouge, servant la région incluant la Macaza, Nominingue, ainsi que L'Ascension. Secondaire 1 à 3 seulement sont offerts

## Écoles primaires

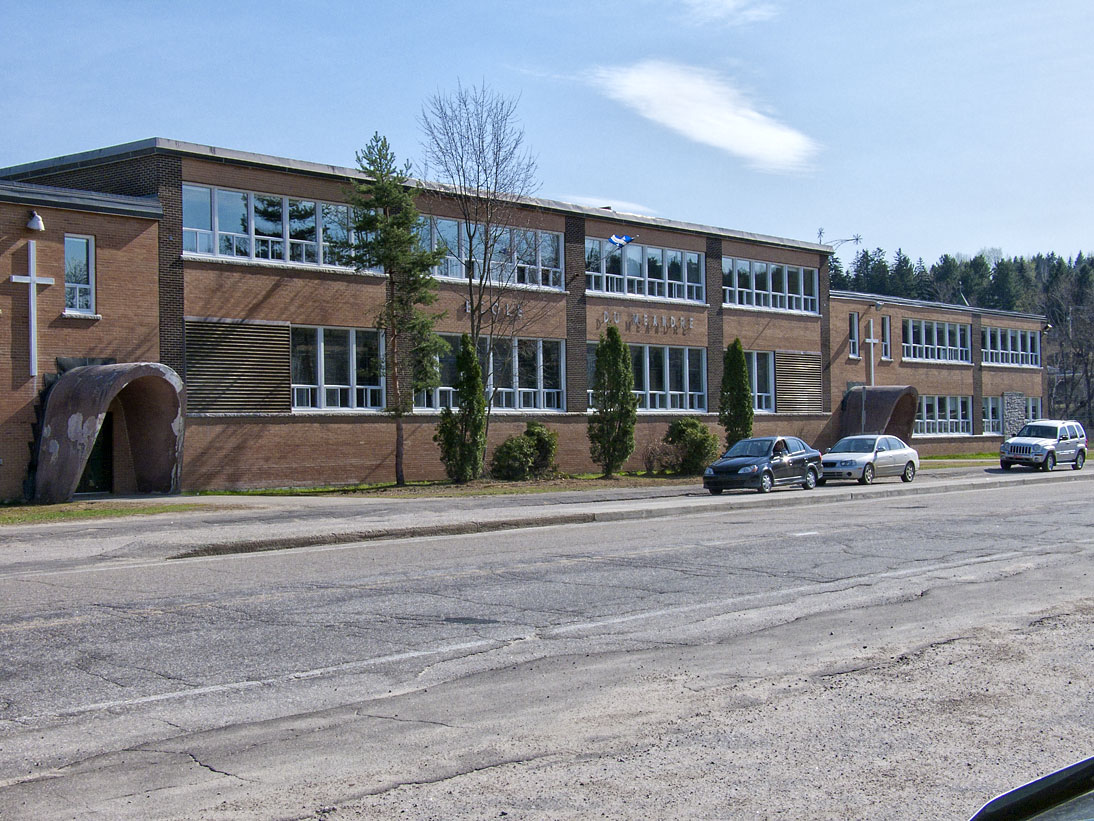
École du Méandre, autrefois l'école Sainte-Croix, dans le secteur de L'Annonciation, Rivière-Rouge.

La commission scolaire compte plusieurs écoles primaires dans chacune des municipalités desservies, ainsi que dans plusieurs des secteurs des villes de Mont-Laurier et Rivière-Rouge.

## Voir
Site de la commission scolaire